# Kimberley Walsh
Kimberley Jane Scott (nascida Walsh, Bradford, West Yorkshire, 20 de novembro de 1981) é uma cantora, compositora, atriz, apresentadora de televisão e dançarina inglesa. Ela chegou à fama no final de 2002, quando ela fez o teste para o show de talentos  Popstars: The Rivals em ITV.
O programa anunciou que Walsh tinha ganho um lugar como membro do grupo Girls Aloud que tem alcançado enorme sucesso, tendo 20 singles top 10 consecutivo (incluindo quatro números um) no Reino Unido, seis álbuns de estúdio foram todos disco de platina pela Indústria Fonográfica Britânica, dois dos quais foram para o número um no Reino Unido, e acumulando um total de cinco nomeações para o BRIT Award. Em 2009, Girls Aloud ganhou "Melhor Single" com sua canção "The Promise". No final de 2014 foi estimado que sua conta bancária era acima de U$7 milhões de libras.

## Antes da fama
Walsh nasceu em Bradford, West Yorkshire, filha de John e Diane Walsh. Ela cresceu com três irmãos (Sally, Adam e Amy) em Allerton, West Yorkshire. Sally interpretou o personagem de Lyn Hutchinson na novela Emmerdale entre 1997 e 2000, e Amy se juntou ao elenco do programa em 2014.
Walsh frequentou a Escola Primária Sandy Lane, a Escola Secundária Stoney Lee e a Escola Gramática Beckfoot, e teve seu primeiro trabalho artístico de fama aparecendo em um anúncio como uma criança junto com a irmã Sally em um anúncio Asda. Ela estrelou como Young Cosette em uma produção regional de Les Misérables e estrelou na ITV The Book Tower em 1986. Walsh freqüentou a escola de teatro Bradford, Stage 84, e deu aulas durante alguns meses.

## Carreira musical

### Girls Aloud
Walsh fez um teste para o reality show Popstars The Rivals em 2002 com a música "Where Do Broken Hearts Go". Vários milhares de candidatos participaram de audições em todo o Reino Unido na esperança de serem selecionados. Dez meninas e dez meninos foram escolhidos como finalistas pelos juízes Pete Waterman, Louis Walsh e Geri Halliwell. Walsh se juntou a Nadine Coyle, Sarah Harding, Nicola Roberts e Cheryl Tweedy para compor o novo grupo de garotas Girls Aloud, formado através do show por uma votação pública em 30 de novembro de 2002.
O primeiro single do grupo, "Sound of the Underground", alcançou o primeiro lugar no UK Singles Chart, tornando-se o número um do Natal de 2002. Girls Aloud manteve o registro para o menor tempo entre a formação e chegar ao número um. O grupo lançou seu álbum de estreia Sound of the Underground em maio de 2003, que entrou nas paradas no número dois e foi certificado platina pela British Phonographic Industry (BPI) no mesmo ano. Seus singles "I'll Stand by You", "Walk This Way", e "The Promise" ter traçado no número um. Dois de seus álbuns chegaram ao topo da UK Albums Chart: seu álbum de grandes sucessos, The Sound of Girls Aloud e Out of Control, de 2008, que entraram no gráfico número um, com mais de um milhão de cópias vendidas por toda Europa.
Elas também conseguiram cinco álbuns certificados e foram nomeados para cinco Brit Awards, vencendo o Melhor single de 2009 com "The Promise".
As colaborações de Girls Aloud com Brian Higgins e sua equipe de compositores e produção Xenomania ganharam o grupo aclamação da crítica, devido a uma abordagem inovadora para a música pop mainstream. O grupo transformou-se um dos poucos atos britânicos da tevê a conseguir o sucesso continuado, acumulando uma fortuna de £30 milhões em maio 2010. Guinness World Records os lista como "o grupo feminino mais bem sucedido em um reality show" na edição 2007. Eles também detêm o recorde de "Most Consecutive Top Ten Entradas no Reino Unido por um Grupo Feminino" na edição de 2008, e são creditados novamente para "Most Successful TV Group" na edição de 2011. O grupo também foi nomeado o grupo de garotas mais vendidas do Reino Unido no século XXI, com mais de 4,3 milhões de vendas de singles e 4 milhões de álbuns vendidos apenas no Reino Unido.
Em julho de 2009, Girls Aloud anunciou que levaria um hiato de um ano para prosseguir projetos solo. Em agosto de 2010, o companheiro de banda Nicola Roberts revelou que ela não estava antecipando uma reunião de Girls Aloud até 2012. Walsh havia revelado que ela não pensa que é possível Girls Aloud nunca "oficialmente quebrar". Ela explicou que eles estão planejando a turnê novamente e provavelmente vai fazer pausas de vez em quando, fazendo projetos solo, mas eles nunca vão permanentemente seus caminhos separados.
Depois dos três anos de hiato da Girls Aloud, o grupo se reuniu para o seu 10º aniversário. O grupo lançou seu novo single, "Something New", em 18 de novembro de 2012. O vídeo da música foi filmado em outubro de 2012 e estreou na plataforma do YouTube em 19 de outubro de 2012. A canção foi também o single de caridade oficial da Children in Need. O grupo lançou seu segundo álbum compilação de grandes sucessos, Ten, em 26 de novembro de 2012. Em 2013, o grupo embarcou no Ten The Hits Tour 2013. Elas anunciaram o fim logo após o final da turnê.

### Trabalhos individuais

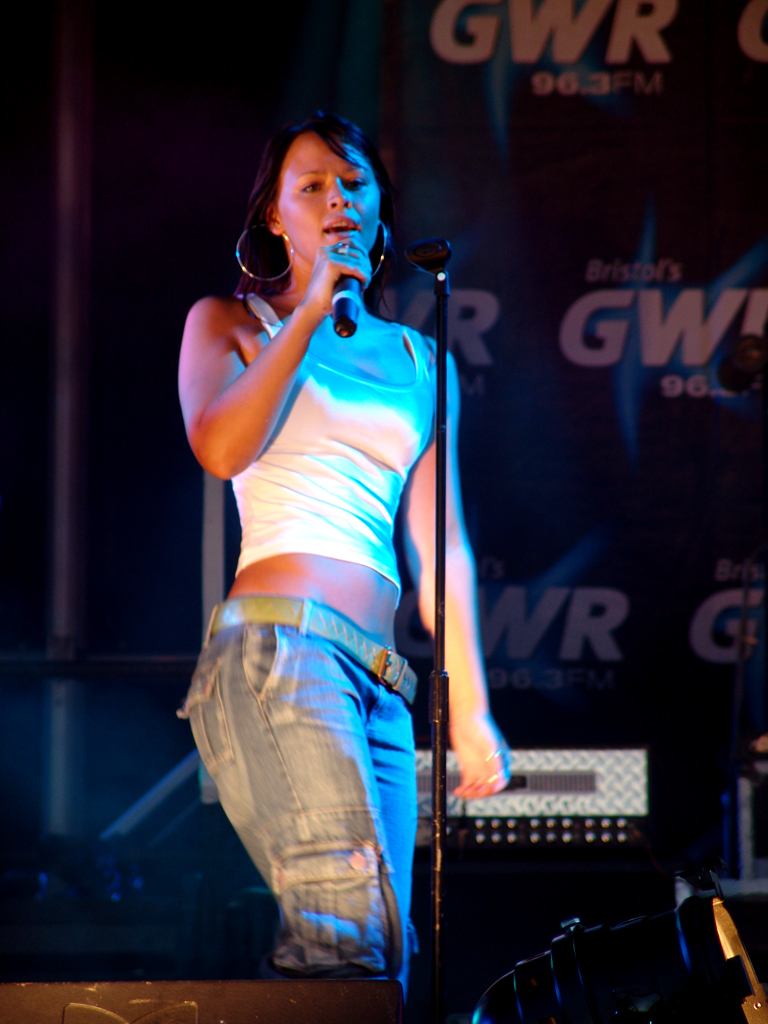
Walsh no ano de 2006.

Inicialmente, houve rumores de que Walsh estava prestes a fazer um contrato com a gravadora Fascination Records, embora nada tinha sido confirmado. Logo após o rumor, Walsh confirmou em um programa co-anfitrião no canal Viva, que seu single de estreia seria ao lado do rapper inglês Aggro Santos, "Like U Like".  Em 2012 ela fez sua estreia no teatro West End, interpretando a princesa Fiona na produção londrina de Shrek the Musical. O anúncio veio depois que Amanda Holden anunciou sua gravidez em agosto de 2011. Walsh uniu-se com Alfie Boe para gravar uma versão de Queen's "One Vision" como a Equipe Olímpica Oficial da Grã-Bretanha. Walsh também se apresentou com vários artistas incluindo Ne-Yo com "Hate That I Love You", "No Matter What" de Ronan Keating e James Cullum com "Rainy Days and Mondays". Em agosto de 2012, foi anunciado que Walsh estava em discussões com Gary Barlow para lançar um álbum solo para um lançamento de 2013.
Em 7 de setembro de 2012, Walsh foi anunciado como uma das 14 celebridades, competindo na décima série de Strictly Come Dancing. Seu parceiro profissional é vice-campeão do ano passado Pasha Kovalev.  e ela terminou como um dos vice-campeão ao lado da apresentadora Denise Van Outen, por trás do vencedor olímpico Louis Smith.
Em 4 de fevereiro de 2013 Walsh lançou, através de Decca Records, seu álbum de estreia Center Stage, que apresenta uma série de músicas populares, bem como duas faixas novas.
Em julho de 2013 anunciou no Daily Mail que ela também estava de volta ao estúdio gravando seu segundo álbum de estúdio para 2014.
Walsh escreveu sua própria autobiografia, chamada A Whole Lot of History. O livro foi lançado em 26 de setembro de 2013. Kimberley também anunciou que fez assinaturas do livro em todo o Reino Unido.
Em março de 2014, Walsh participou da gravação da música da Inglaterra em 2014. Ela colaborou com artistas como Melanie C, Eliza Doolittle, Emma Bunton, Conor Maynard, Katy B e Pixie Lott, em "Greatest Day", uma faixa originalmente realizada pela banda britânica Take That. A faixa foi produzida por Gary Barlow e gravada no Sarm Studios em Londres. A faixa também contou com jogadores de futebol como Gary Lineker, Michael Owen, Geoff Hurst, David Seaman, Peter Shilton, Glenn Hoddle e Dion Dublin nos backing vocals.

## Televisão

### Atuação
Antes de Walsh se tornar um membro de Girls Aloud, ela tinha trabalhado no teatro e na atuação. Em 2000, Walsh apareceu na série de televisão This Is Personal: The Hunt para o Yorkshire Ripper como Gillian Oldfield, e estrelou um programa das Escolas de Educação da BBC chamado Focus. No mesmo ano, Walsh solicitou o papel de Maria Sutherland na Coronation Street. No entanto, ela perdeu para Samia Ghadie. Em 2001, Walsh interpretou Tracy no Dream Back. Em 2007, ao lado de seus companheiros de banda ela apareceu em St. Trinian's tocando um membro da banda da escola. Em 2008, ela e seu colega de banda Nicola Roberts tiveram pequenas peças no Britannia High, onde tocaram. Walsh declarou recentemente que gostaria de estrelar um musical no futuro, interpretando um papel de palco. No final de 2010, Walsh conseguiu um papel no filme de comédia em família 3D, Horrid Henry: The Movie, como o primo do personagem titular Prissy Polly, com o filme sendo lançado em 29 de julho de 2011. Walsh também apareceu no filme All Stars , Ao lado de Theo Stevenson mais uma vez, que ela apareceu com o primeiro em Horrid Henry: The Movie. Ela interpreta o papel menor da mãe de seu personagem.
Em 5 de outubro de 2011 até 21 de maio de 2012 ela fez sua estreia no teatro West End, interpretando a princesa Fiona na produção londrina de Shrek the Musical. O anúncio veio depois de Amanda Holden anunciou sua gravidez em agosto de 2011. Originalmente assinado em até 27 de fevereiro de 2012, ela estendeu sua corrida para 21 de maio de 2012. Ela retornou ao palco West End em outubro de 2015, desempenhando o papel de Jovie em Elf: The Musical.

### Apresentadora
Walsh apareceu em Let's Dance for Sport Relief e também liderou a cobertura dos BAFTA Awards para MTV em seu próprio programa Kimberley Walsh no BAFTAS em 2010 e no verão de 2010 hospedou o céu 1 documentário "Girl in the Blue Jeans". Ela também apresentou cobertura para The X Factor ao vivo de South Shields no dia da final em 2009 para Joe McElderry. De 17 a 18 de junho de 2010, Walsh foi o canal 4 do The 5 O'Clock Show com Stephen Mulhern. Walsh apareceu em seu próprio documentário para o céu 1 nomeado Kimberley Walsh: Menina azul de Jean que arejou em quarta-feira, 17 junho 2010. No mesmo dia, Walsh apareceu em esta manhã promover o espetáculo. Walsh tornou-se mais tarde uma apresentadora da música nova talk-show, intitulado Suck My Pop, em Viva. Walsh também estrelou como um juiz para o show de entretenimento ITV Born To Shine.
No dia 9 de abril de 2016, Walsh co-apresentou o Brunch do fim-de-semana, o especial do Dia Nacional Grande com Tim Lovejoy.

## Outros trabalhos
Walsh escalou o Monte Kilimanjaro em auxílio de Comic Relief em março de 2009. A escalada, organizada por Gary Barlow, também foi realizada por Cheryl, Alesha Dixon, Fearne Cotton, Denise Van Outen, Chris Moyles, Ben Shephard, Ronan Keating e Barlow em pessoa. Entre 3 de fevereiro e 23 de março de 2009, Walsh, Cole, Barlow, Moyles e Cotton também arrecadaram dinheiro para Comic Relief, fornecendo a voz para o BT Speaking Clock. A partir de 26 de agosto de 2009, Walsh é modelo para a linha de vestuário New Look seguindo os passos de Lily Allen e Alexa Chung. Walsh se tornou a nova colunista semanal da revista em agosto de 2010. A coluna é chamada "Kimberley Calls The Shots".
Ela também foi nomeado como o novo rosto e cabelo de Schwarzkopf para um acordo de figura 6 relatado. Em março de 2011, Walsh juntou-se com Tess Daly e Joanna Page para trabalhar com Maltesers para promover o Red Nose Day 2011. Em janeiro de 2011, Walsh foi revelado como o novo rosto de Puma AG BodyTrain fitness toner desgaste. Em maio de 2011, Walsh foi nomeado como o rosto do Xtreme Dry Range da Guarda Direita.

### Strictly Come Dancing
Em setembro de 2012, Walsh foi revelado como uma das catorze celebridades, competindo na décima série do reality show da BBC, Strictly Come Dancing. Seu parceiro profissional foi Pasha Kovalev. Em 22 de dezembro de 2012, Walsh e Kovalev se tornaram vice-campeões na final, juntamente com Denise van Outen e perdendo para Louis Smith.
Strictly Come Dancing performances
| Semana # | Dança/Canção                                                                             | Nota dos juízes     | Nota dos juízes | Nota dos juízes | Nota dos juízes | Resultado     |
| Semana # | Dança/Canção                                                                             | Craig Revel Horwood | Darcey Bussell  | Goodman         | Tonioli         | Resultado     |
| 1        | Cha-cha-cha / "Domino"                                                                   | 7                   | 7               | 7               | 7               | Não eliminado |
| 2        | Foxtrot / "Someone like You"                                                             | 7                   | 6               | 6               | 7               | Salvo         |
| 3        | Quickstep / "Get Happy"                                                                  | 7                   | 7               | 7               | 8               | Salvo         |
| 4        | Paso Doble / "Hungry Like the Wolf"                                                      | 8                   | 8               | 7               | 8               | Salvo         |
| 5        | Salsa / "Naughty Girl"                                                                   | 8                   | 8               | 8               | 9               | Salvo         |
| 6        | Viennese Waltz / "A Thousand Years"                                                      | 8                   | 8               | 9               | 9               | Empate        |
| 7        | Samba / "Livin' la Vida Loca"                                                            | 8                   | 8               | 9               | 9               | Salvo         |
| 8        | Tango / "When Doves Cry"                                                                 | 8                   | 9               | 8               | 9               | Salvo         |
| 9        | Jive / "Land of Thousand Dances"                                                         | 9                   | 8               | 8               | 9               | Salvo         |
| 10       | Cha-Cha-Cha & Tango Fusion / "It's Raining Men"                                          | 10                  | 10              | 10              | 10              | Salvo         |
| 11       | American Smooth / "Fever" Charleston / "Those Magnificent Men in their Flying Machines"  | 9 10                | 10 10           | 9 10            | 10 10           | Salvo         |
| 12       | Viennese Waltz / "A Thousand Years" Showdance / "Crazy in Love" Tango / "When Doves Cry" | 9 9 10              | 10 10 10        | 10 10 10        | 10 10 10        | Vice-campeão  |

## Discografia

### Álbuns de estudio
| Centre Stage                                              | - Released: 4 Fevereiro de 2013 - Label: Decca Records - Formats: CD, digital download | 18 | 99 | 23 |
| "—" denotes album that did not chart or was not released. |                                                                                        |    |    |    |

### Singles

#### Como artista principal
| 2013                                                       | "One Day I'll Fly Away" | — | Centre Stage |
| "—" denotes single that did not chart or was not released. |                         |   |              |

#### Parcerias
| 2011                                                       | "Like U Like" (Aggro Santos featuring Kimberley Walsh) | 8 | 13 | AggroSantos.com    |
| 2012                                                       | "One Vision" (with Alfie Boe)                          | — | —  | Team Great Britain |
| "—" denotes single that did not chart or was not released. |                                                        |   |    |                    |

## Filmografia
| Televisão     | Televisão                       | Televisão             | Televisão |
| Ano           | Título                          | Papel                 |           |
| ------------- | ------------------------------- | --------------------- | --------- |
| 2002          | Popstars The Rivals             | Contestante           |           |
| 2005          | Girls Aloud: Home Truths        | Ela mesma             |           |
| 2006          | Girls Aloud: Off the Record     | Ela mesma;            |           |
| 2007          | The Friday Night Project        | Participação Especial |           |
| 2008          | The Passions of Girls Aloud     | Ela mesma             |           |
| 2008          | The Girls Aloud Party           | Ela mesma             |           |
| 2008          | Britania High                   | Participação especial |           |
| 2010          | Suck My Pop                     | Apresentadora         |           |
| 2011          | Horrid Henry: The Movie         | Prissy Polly          |           |
| 2012          | Strictly Come Dancing           | Contestante           |           |
| 2013          | All Stars                       | Mum                   |           |
| 2016          | The Great Sport Relief Bake Off | Contestante           |           |
| 2017          | The Lodge                       | Rebecca               |           |
| 2018–presente | Ackley Bridge                   | Claire Butterworth    |           |